# Pierrepont (Meurthe-et-Moselle)
Pierrepont is een gemeente in het Franse departement Meurthe-et-Moselle (regio Grand Est). Pierrepont telde op 1 januari 2022 827 inwoners.
De gemeente maakt deel uit van het arrondissement Briey en sinds 22 maart 2015 van het kanton Mont-Saint-Martin. Daarvoor hoorde het bij het kanton Longuyon, dat op die dag opgeheven werd.

## Geografie
De oppervlakte van Pierrepont bedroeg op 1 januari 2022 7,02 vierkante kilometer; de bevolkingsdichtheid was toen 117,8 inwoners per km².

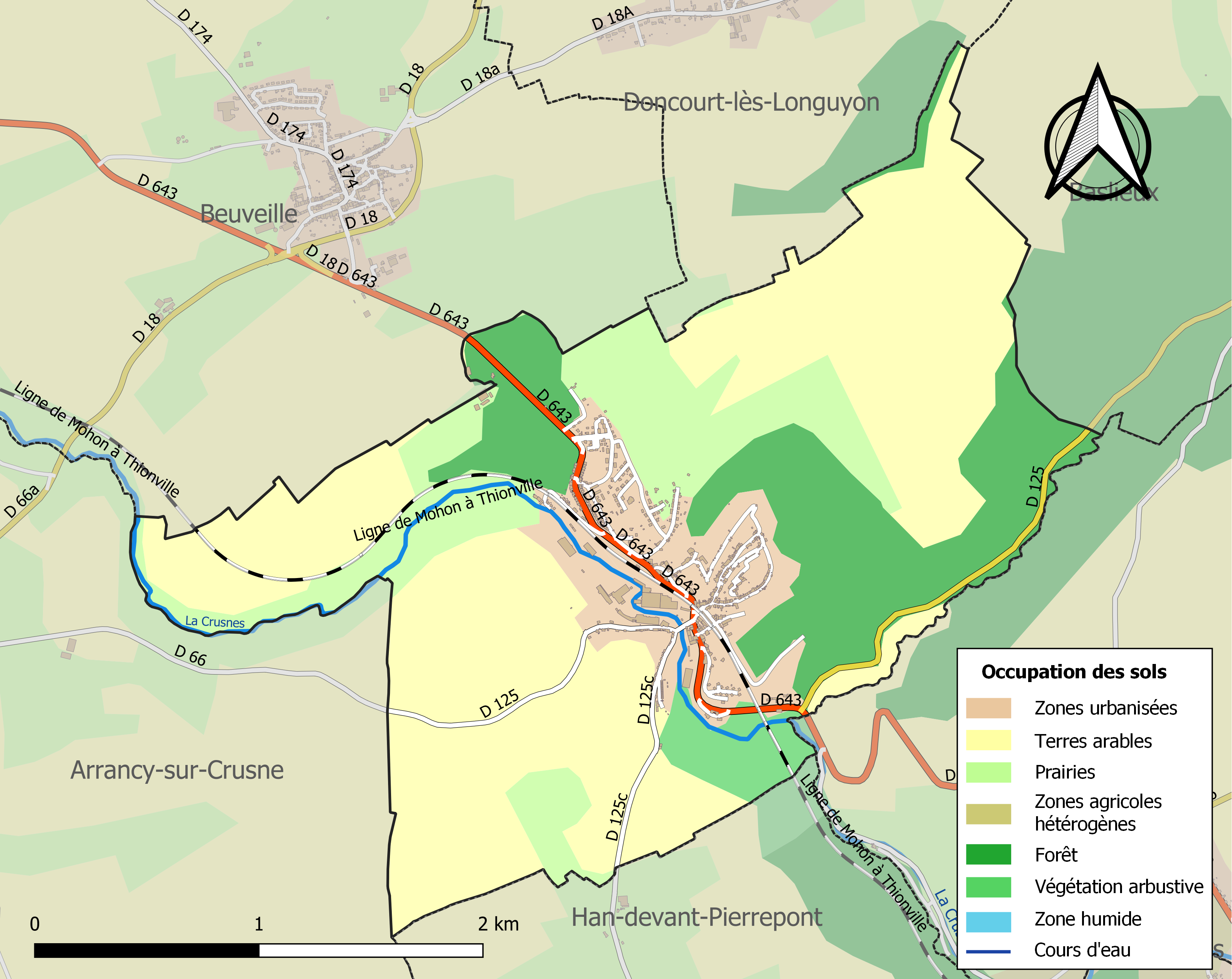
Kaart van de gemeente met de belangrijkste infrastructuur, bodemgebruik en omliggende gemeenten

## Demografie
De figuur toont het verloop van het inwonertal (bron: INSEE-tellingen).